# Gostomysl
Gostomysl di Novgorod (Lago Il'men', 770 circa – Velikij Novgorod, 860) leggendario anziano o principe degli Slavi di Ilmen, il cui nome è associato, secondo alcune cronache, alle gesta leggendarie di Rurik. Inoltre, Gostomysl è l'eroe delle opere letterarie La leggenda dei principi di Vladimir del XVI secolo e La leggenda della Slovenia e Ruse e la città di Slovensk del XVII secolo, nonché la sinossi di Kiev di XVII secolo.

## Biografia
A causa del considerevole numero di fonti, si ritiene che Gostomysl sia stato uno dei primi Knjaz di Novgorod. Come è stato accennato in precedenza, le prime leggende apparvero nel XV secolo. Nella prima Cronaca di Ioachim, dove si dice che gli sloveni ilmeniani fondarono la città di Novgorod e vi collocarono, come regnante, il vecchio Gostomysl, figlio di Buryvoj. Negli annali di Novgorod si afferma che il principe Gostomysl morì in età avanzata.
Le cronache, inoltre, affermano che la sua tomba è situata nella pianura di Volotovo, nei pressi Veliky Novgorod. Siccome gli archeologi dubitano persino dell'esistenza stessa di Novgorod nel IX secolo: i primi edifici, infatti, risalgono agli anni trenta, si può dedurre che tali fonti non siano del tutto attendibili. Invece, secondo la Cronaca di Ioachim del XVII secolo, nel 844, prima della sua morte, Gostomysl invitò a regnare a Novgorod i suoi nipoti Rjurik, Sineus e Truvor, figlio di sua figlia Umila, che aveva contratto matrimonio con uno dei principi slavi occidentali Obodriti, al fine di mantenere la successione dinastica.
Nella Cronaca della Resurrezione del XVI secolo è riportato che i Variaghi dalla Prussia occidentale furono convocati su consiglio di Gostomysl. In molte cronache come quelle di Novgorod, Ioachim, Nikon e un certo numero di altre, viene riferito dell'arrivo degli slavi dal Danubio al lago Ladoga, e da lì a Lago Il'men', dopo di che iniziarono a chiamarsi Rus'. Si stabilirono vicino al fiume Rusa, che sfocia nel Ilmen e costruirono Novgorod, dove il vecchio Gostomysl iniziò a governare. Grazie alle sue imprese poi Gostomysl verrà glorificato come il leggendario anziano di Novgorod.

### Ascendenza
Nella Cronache di Ioachim, presentata da Tatišev, vi sono informazioni sull'origine di Gostomysl dall'antica famiglia principesca slava, risalente ai leggendari capi degli slavi Slaven, Vandal e Vladimir. Buryvoj, il padre di Gostomysl combatté con i Vichinghi nel Baltico. Spostato dalla sua terra natale, Buryvoj, insieme ai suoi parenti e principi subordinati, soggiornarono su un'isola nella città di Bjarma. I Variaghi catturarono la Grande Città e imposero un pesante tributo agli Slavi, ai Rus' e ai Ciudi. Gli abitanti della Grande Città si rivolsero a Buryvoj con la richiesta di inviare loro il figlio Gostomysl, che,  una volta giunto, prese il potere, si vendicò dei Variaghi rifiutandosi di rendere omaggio agli invasori. Dopo aver concluso un accordo di pace con loro, Gostomysl costruì una città vicino al mare, nominandola con il nome del figlio maggiore, Vybor.
In alcune fonti viene menzionato il nonno di Gostomysl – Ḧrabr, che probabilmente poteva essere padre di Buryvoj.

### Discendenza

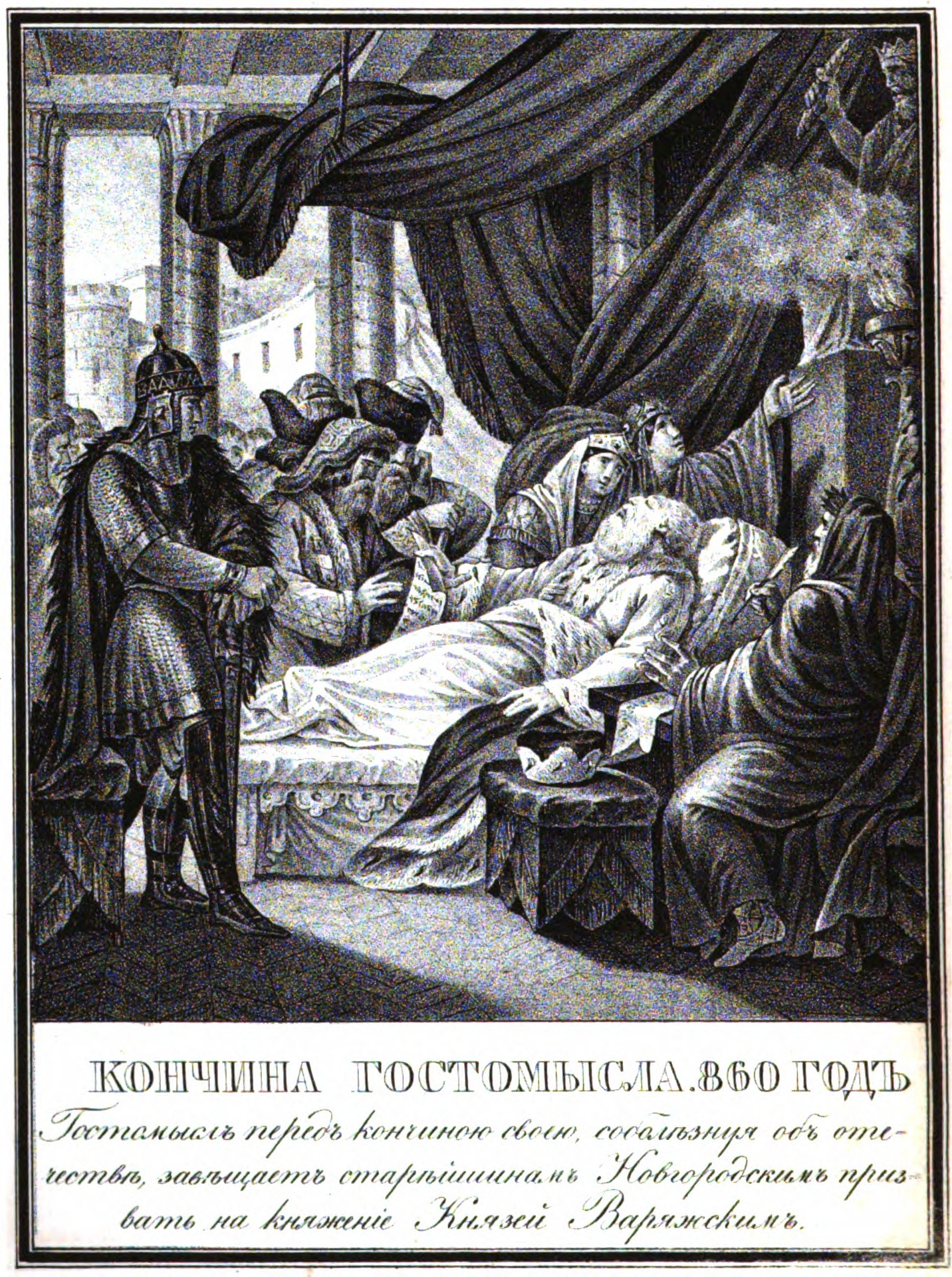
860: la morte di Gostomysl

Gostomysl aveva quattro figli e tre figlie:
- Miecislao il Vandalo (circa 833-?)
- Sloven il Minore (831-prima del 844)
- Vybor (829-843)
- un figlio (?-833/837)
- Umila (circa 790-835/844), madre di Rjurik Sineus e Truvor
- Rogana (811-dopo l'860), che sposò Izborsk ed ebbe due figli Vadim ed Olga
- Miloslava (circa 785-dopo l'860), che sposò Rastislav ebbero un figlio, Gorazd.

Le figlie di Gostomysl sposarono i principi del Knijnaz vicini. Alcuni dei figli maschi morirono di morte naturale o per malattie, altri in guerra. Pertanto, per cui non vi fu più nessun discendente a ereditare la corona. Ma una volta, in sogno, Gostomysl vide come dal grembo di Umila, cresceva un albero grande e prolifico, che copriva l'intera Grande Città di Novogorod, dai cui frutti venivano soddisfatte tutte le persone della sua terra. Gostomysl chiese ai saggi di interpretare il suo sogno. Dissero che i figli di Umila sarebbero stati gli eredi al trono e avrebbero portato prosperità alla sua terra. Prima della sua morte, Gostomysl radunò gli anziani dei popoli slavi, Rus', Ciudi, Vesi, Merya, Kriviči, Dregovči e Drevljani, raccontando loro il suo sogno. Nell'860 Gostomysl morì, e solo due anni dopo i suoi nipoti nacquero a Novgorod.
Secondo le cronache, il principe di Novgorod, Gostomysl, fu un uomo molto coraggioso, un saggio e un sovrano. I suoi sudditi furono da lui profondamente rispettati e onorati, poiché era un grande giudice, e i vicini, temendo una guerra con lui, gli inviavano doni e tributi. Molti governanti stranieri vennero per mare e per terra per sentire il suo giudizio, chiedergli consiglio, "assaggiare la sua saggezza".

## Discussioni sulle fonti
Il nome Gostomysl non appare nelle prime cronache della Russia antica. Il suo nome come primo anziano di Novgorod compare solo a partire dal XV secolo negli elenchi di "A se posadnitsi di Novgorodsti" ( "Il Sindaco di Novgorodsit") e nell'elenco della Commissione delle prime cronache di Novgorod ed Ermolinsky. Come iniziatore della convocazione dei Varanghi, compare anche in fonti successive del XVI secolo. Le "Resurrection Chronicle" ("Cronache della Resurrezione") del XVI secolo riportano che, su consiglio di Gostomysl, furono convocati i Varanghi dalla Prussia. Gostomysl è inoltre menzionato una volta nella Nikon Chronicle del XVI secolo nella descrizione dell'insediamento delle tribù slave.
Gostomysl è anche noto dalle cosiddette notizie di Tatishchev, informazioni fornite dallo storico del XVIII secolo V.N. Tatishchev, e forse da fonti sconosciute, assenti negli annali ufficiali. La storia più dettagliata su Gostomysl la troviamo nella cosiddetta Cronaca di Ioachim, in realtà una fonte controversa, conosciuta solo da estratti da realizzati da Tatishchev (quindi, le informazioni dalla Cronaca di Ioachim appartengono anche alle notizie di Tatishchev). Gostomysl è menzionato sia nella Cronaca di Ioachim stessa (estratti citati da Tatishchev), sia nel testo di Tatishchev con riferimento a questa cronaca.